# Partit Democràtic Socialista Obrer Espanyol
Partit Democràtic Socialista Obrer Espanyol (PDSOE) fou un partit polític de caràcter obrerista fundat a Madrid el 2 de maig de 1879, constituït sota l'empenta de Pablo Iglesias. En l'acte de constitució hi participaren 25 persones, la majoria procents de la Sociedad Obrera del Arte de Imprimir. L'acta fou signada per Antonio García Quejido i Pablo Iglesias. Es nomenà una comissió per redactar un programa i establir les bases de l'organització. Aquesta comissió estigué formada per: Pablo Iglesias, Alejandro Ocina, Victoriano Calderón, Gonzalo Zubiaurre i Jaime Vera. El mes d'agost de 1882 celebrà el primer congrés a Barcelona arran de l'acord del grup marxista de Madrid (representat per Francisco Mora) i el grup d'El Obrero de Barcelona i Federació de les Tres Classes de Vapor (Josep Pàmias, Joan Nuet i Vidal, i altres). Es modificaren i s'aprovaren els estatuts i impulsà una Associació Nacional de Treballadors d'Espanya, en resposta a l'anarcocol·lectivista FTRE. Se'l considera com a primer embrió del PSOE, al qual es va unir el 1888.